# Banten
Banten, dříve též Bantam, je indonéská provincie na západě ostrova Jáva. Území má velkou hustotu osídlení, na ploše kolem 9000 km² žije skoro 10 milionů lidí (přes 1000 obyvatel na km²).
Hlavním městem je Serang v severní části provincie. Větší než Serang je s 1,5 mil. obyvatel město Tangerang na severovýchodě, které v podstatě navazuje na sousední Jakartu. Ta tvoří samostatnou provincii.
Banten sousedí na východě také s provincií Západní Jáva, od které byl v roce 2000 administrativně oddělen. Za Sundským průlivem leží jihosumaterská provincie Lampung.
Podle města Bantamu, někdejšího opěrného bodu Nizozemské Východoindické společnosti, bylo pojmenováno místní plemeno zakrslých slepic bantamka a podle něj se pak označuje jedna z nejlehčích váhových kategorií v bojových sportech jako bantamová váha.